# 黄龙慧南
黃龍慧南禅师（1002年—1069年），俗姓章，宋代信州玉山（今江西省玉山县）人。為臨濟宗黃龍派初祖。
慧南大师初学禅宗云门宗，后承法于临济宗传人石霜楚圆。慧南主张万物都是“真如”派生的:“极小同大”，“于一毫端，现宝王刹”；“极大同小”，须弥山可纳入芥子中。慧南后受请至黄龙山（在今江西省南昌市）崇恩院，被稱為黃龍慧南。他在此开衍出临济宗黄龙派，日本临济宗之祖荣西即源于此派。宋熙宁二年（公元1069年）示寂，世寿六十八岁。戒臘五十年。門下弟子建塔於黃龍。
宋徽宗大观四年（公元1110年），追谥“普觉禅师”。有《黄龙慧南禅师语要》、《书尺集》各一卷行世。

## 師承
- 石霜楚圆

## 弟子
- 晦堂祖心 [2]
- 寶峰克文
- 東林常總

## 外部連結
- 黃龍慧南禪師語錄
- 黃龍派開創者～ 慧南禪師  （页面存档备份，存于）